# 133008 Snedden
133008 Snedden è un asteroide della fascia principale. Scoperto nel 2002, presenta un'orbita caratterizzata da un semiasse maggiore pari a 3,1773228 UA e da un'eccentricità di 0,1950293, inclinata di 8,52279° rispetto all'eclittica.